# Comuna Călățele, Cluj
Călățele (în maghiară Kiskalota, în germană Kelezel) este o comună în județul Cluj, Transilvania, România, formată din satele Călata, Călățele (reședința), Dealu Negru, Finciu și Văleni.

## Date geografice
Comuna este situată la poalele de nord-est ale Măgurii Călățele, pe cursul superior al pârâului Călata, la 15 km de Huedin și 65 km de Cluj-Napoca. Pârâul Călata este afluent al Crișului Repede, în care se varsă la Huedin.
Se învecinează la sud cu comuna Beliș, la vest cu comuna Mărgău, la nord cu comuna Sâncraiu și la est cu comunele Mănăstireni și Râșca. Se află în zona de contact dintre Depresiunea Huedin-Călățele (Țara Călatei) și zona Munților Apuseni. În trecut localitatea a fost un important centru de exploatare forestieră și a turbei.
Clima este continental-moderată, cu temperaturi medii anuale de 4-8 °C.

## Demografie
Componența etnică a comunei Călățele
     Români (62,29%)
     Romi (16,91%)
     Maghiari (8,67%)
     Alte etnii (0,09%)
     Necunoscută (12,05%)
Componența confesională a comunei Călățele
     Ortodocși (73,26%)
     Reformați (9,23%)
     Fără religie (1,34%)
     Penticostali (1,21%)
     Baptiști (1,08%)
     Alte religii (0,91%)
     Necunoscută (12,96%)
Conform recensământului efectuat în 2021, populația comunei Călățele se ridică la 2.307 locuitori, în creștere față de recensământul anterior din 2011, când fuseseră înregistrați 2.243 de locuitori. Majoritatea locuitorilor sunt români (62,29%), cu minorități de romi (16,91%) și maghiari (8,67%), iar pentru 12,05% nu se cunoaște apartenența etnică. Din punct de vedere confesional, majoritatea locuitorilor sunt ortodocși (73,26%), cu minorități de reformați (9,23%), fără religie (1,34%), penticostali (1,21%) și baptiști (1,08%), iar pentru 12,96% nu se cunoaște apartenența confesională.

## Politică și administrație
Comuna Călățele este administrată de un primar și un consiliu local compus din 11 consilieri. Primarul, Radu-Florin Neag[*], de la Partidul Social Democrat, este în funcție din 1 noiembrie 2024. Începând cu alegerile locale din 2024, consiliul local are următoarea componență pe partide politice:
|  | Partid                                 | Consilieri | Componența Consiliului | Componența Consiliului | Componența Consiliului |
|  | -------------------------------------- | ---------- | ---------------------- | ---------------------- | ---------------------- |
|  | Partidul Social Democrat               | 3          |                        |                        |                        |
|  | Alianța pentru Unirea Românilor        | 3          |                        |                        |                        |
|  | Partidul Național Liberal              | 2          |                        |                        |                        |
|  | Uniunea Democrată Maghiară din România | 1          |                        |                        |                        |
|  | Alianța Dreapta Unită                  | 1          |                        |                        |                        |
|  | Partidul Puterii Umaniste              | 1          |                        |                        |                        |

### Evoluție istorică
De-a lungul timpului populația comunei a evoluat astfel:

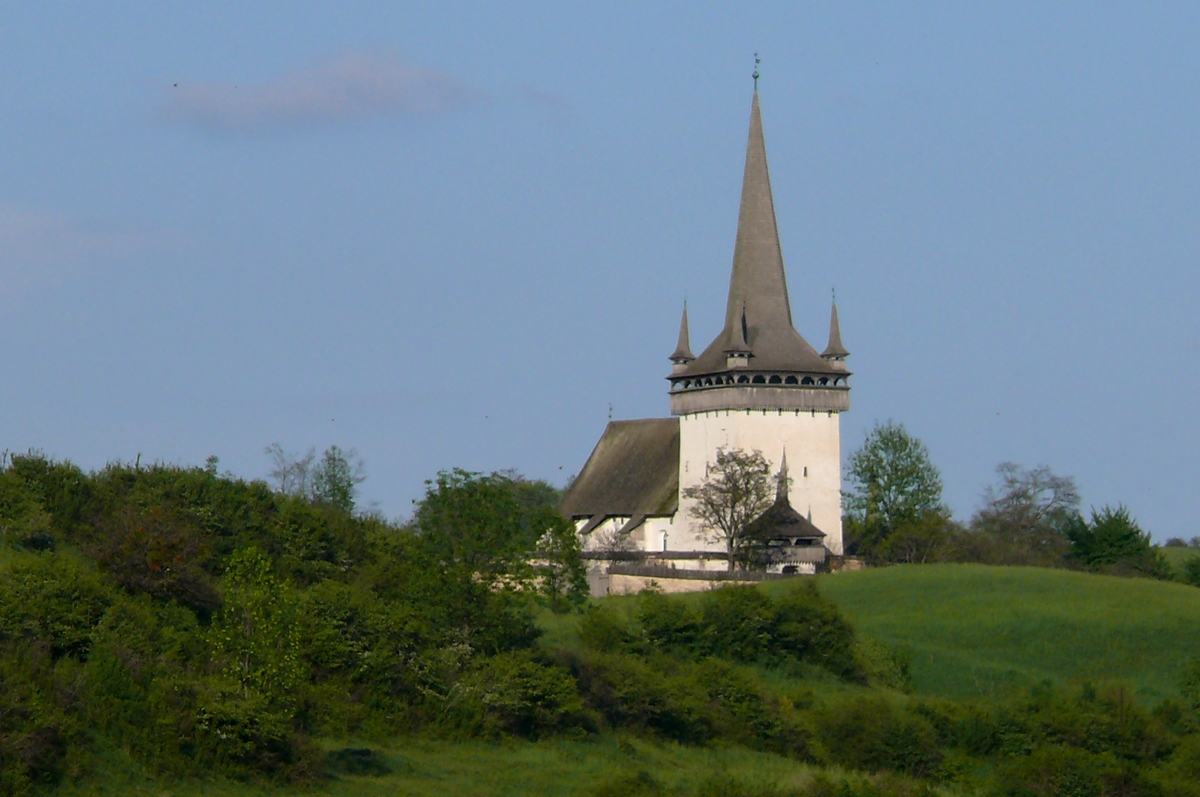
Biserica reformată din Văleni (monument istoric)

Călățele, Cluj - evoluția demografică

|  | Graficele sunt indisponibile din cauza unor probleme tehnice. Mai multe informații se găsesc la Phabricator și la wiki-ul MediaWiki. |

Date: Recensăminte sau birourile de statistică - grafică realizată de Wikipedia

## Istoric
Cercetările arheologice în zona comunei au relevat o serie de vestigii ale prezenței umane începând din neolitic în zonă. În zona dealului Vârful Glimeii (între Valea Călata și Valea Valcău), a fost găsită o așezare a culturii Tisa, datând din neolitic. S-au găsit bordeie cu acoperiș lipit, ceramică, o figurină din teracotă și alte vestigii. Alte săpături au dus la descoperirea unor obiecte aparținând culturii Coțofeni.
În peretele sudic al bisericii reformate din satul Văleni este află zidit un relief funerar aparținând epocii romane .

## Transporturi
În localitate a existat o stație de cale ferată.

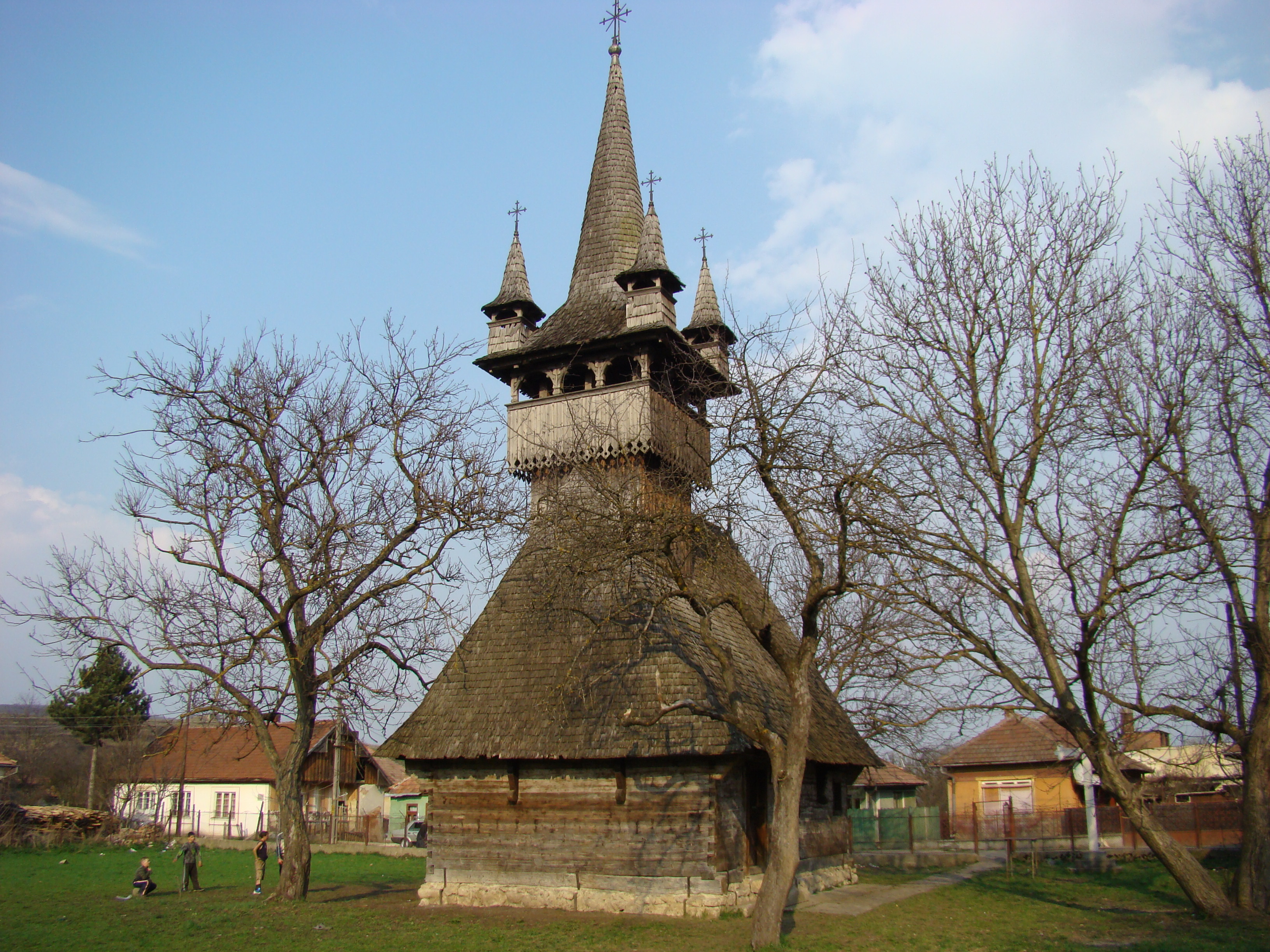
Biserica de lemn din Văleni (monument istoric)

## Lăcașuri de cult
- Biserica de lemn „Sfinții Voievozi” (1764), adusă în satul Dealu Negru din satul Finciu.
- Biserica fortificată din secolele XII-XV, cu tavan casetat, pictat în 1778, din satul Văleni.

## Personalități născute aici
- Alexandru Roșca (1906 - 1996), psiholog, membru al Academiei Române;
- Corvin Radovici (1931 - 2017), șahist.

## Vezi și
- Biserica de lemn din Văleni (Călățele), Cluj
- Biserica de lemn din Dealu Negru
- Biserica reformată din Văleni
- Munții Apuseni - Vlădeasa, arie de protecție specială avifaunistică.
- Țara Călatei
- Apuseni (sit de importanță comunitară)

## Imagini

Comuna Călățele și satele componente
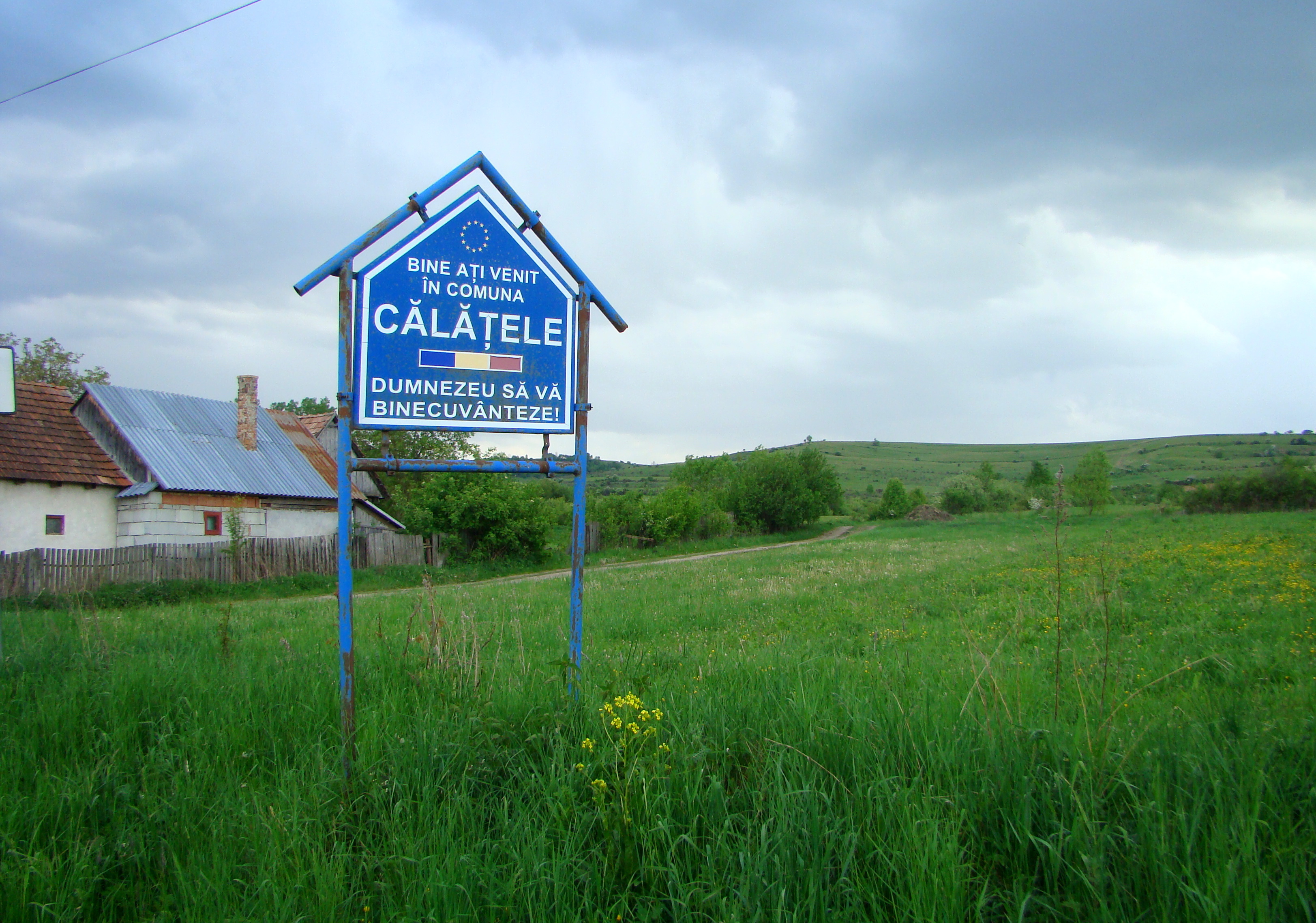
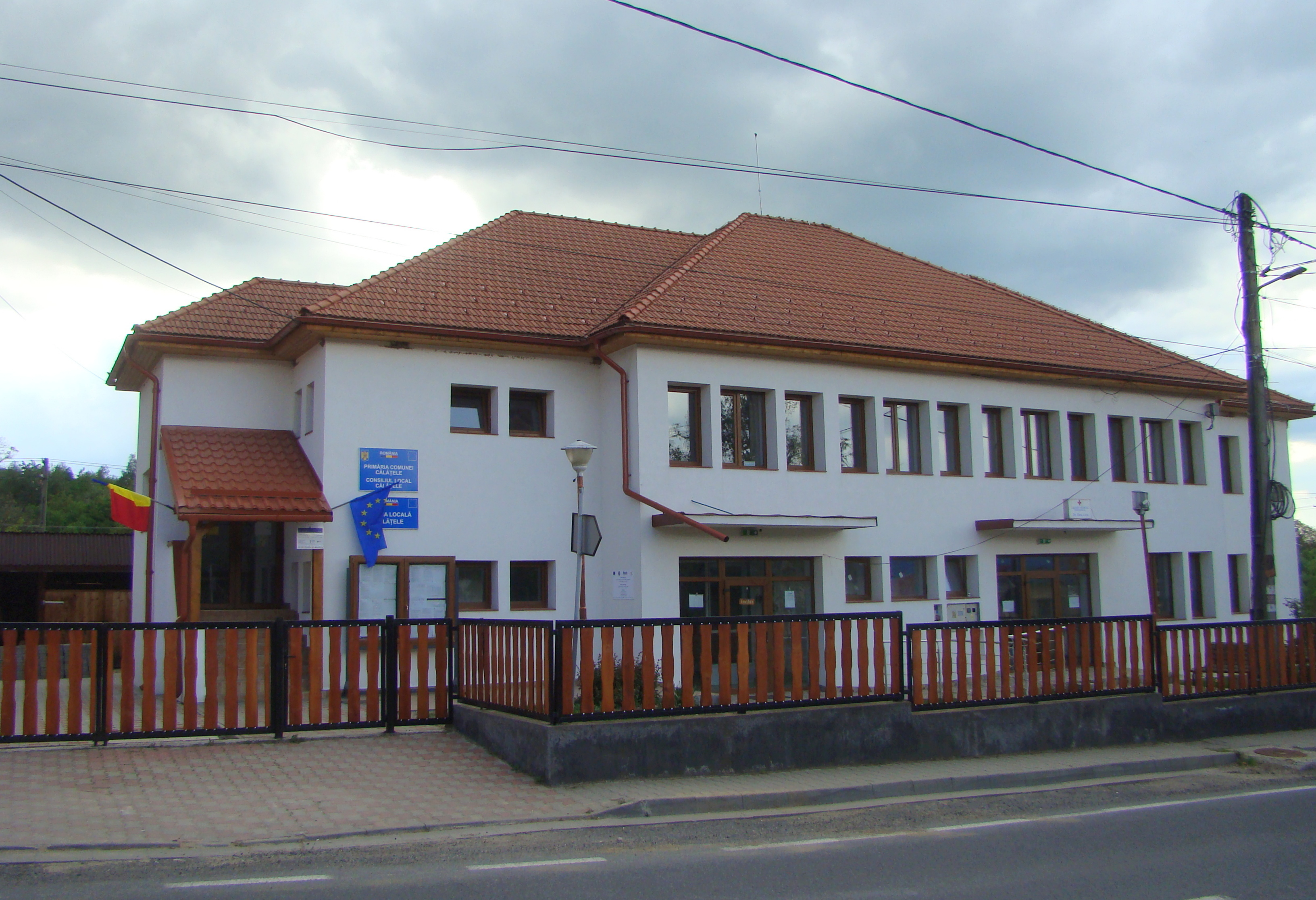
Primăria
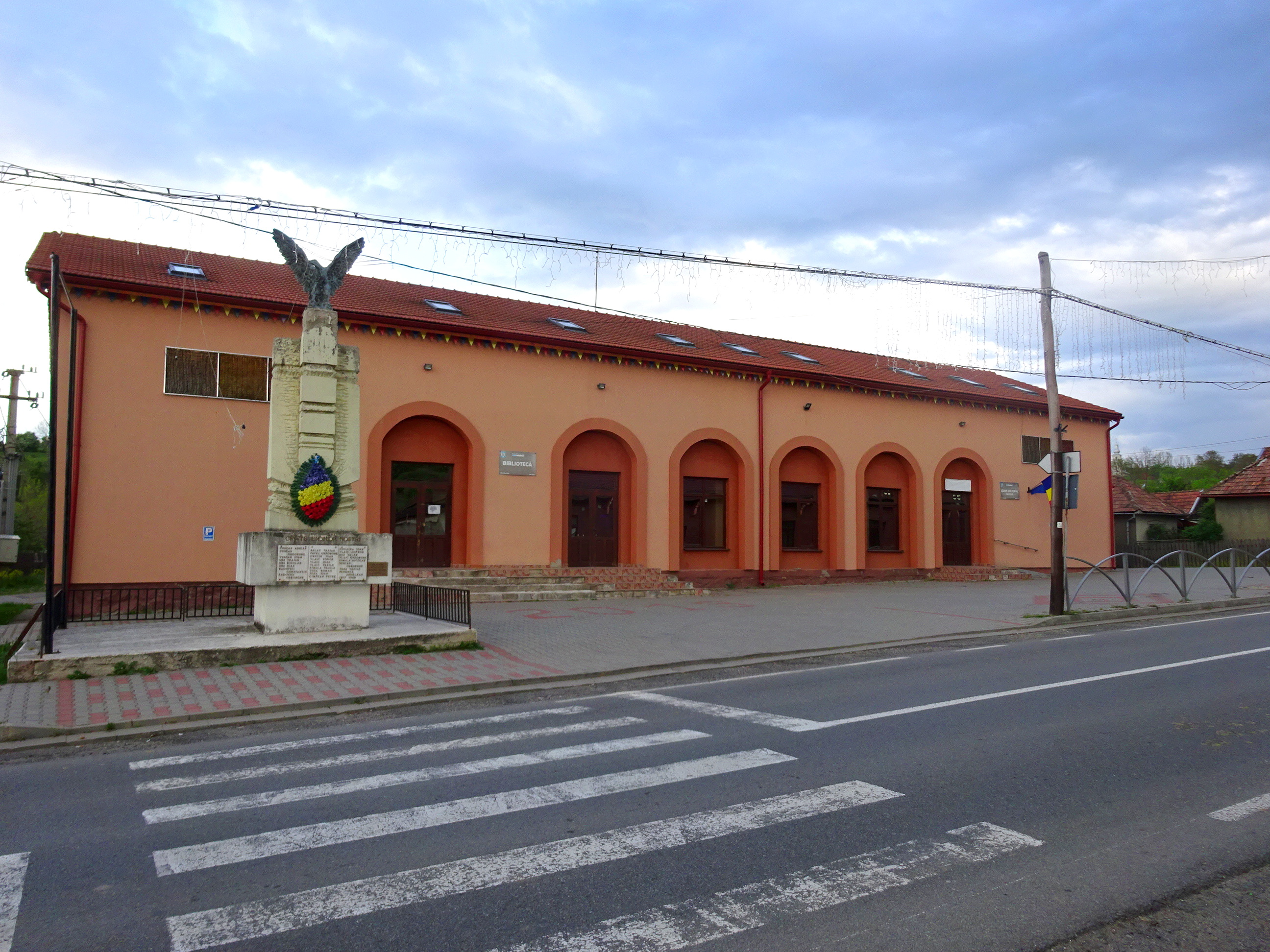
Căminul cultural
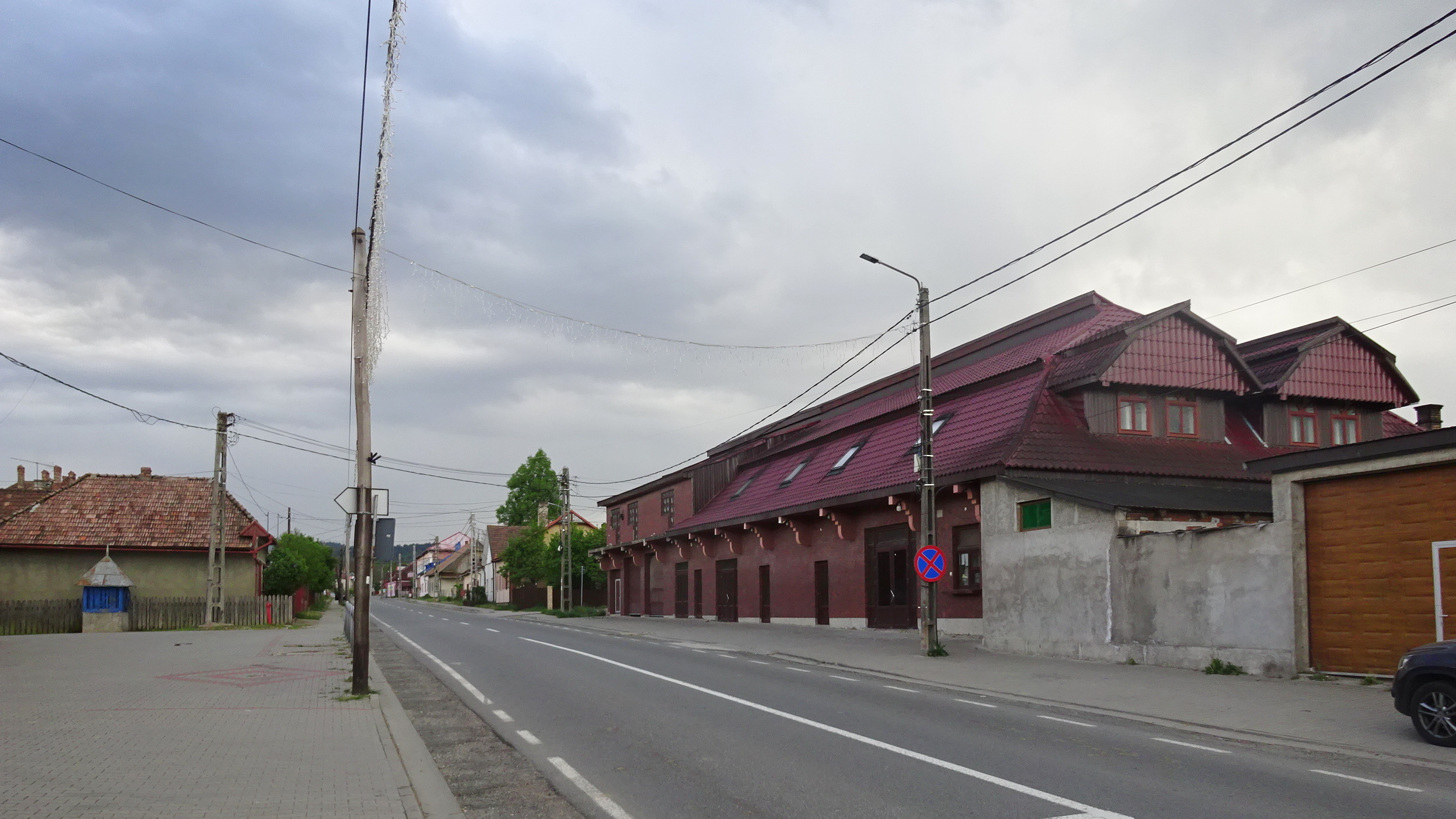
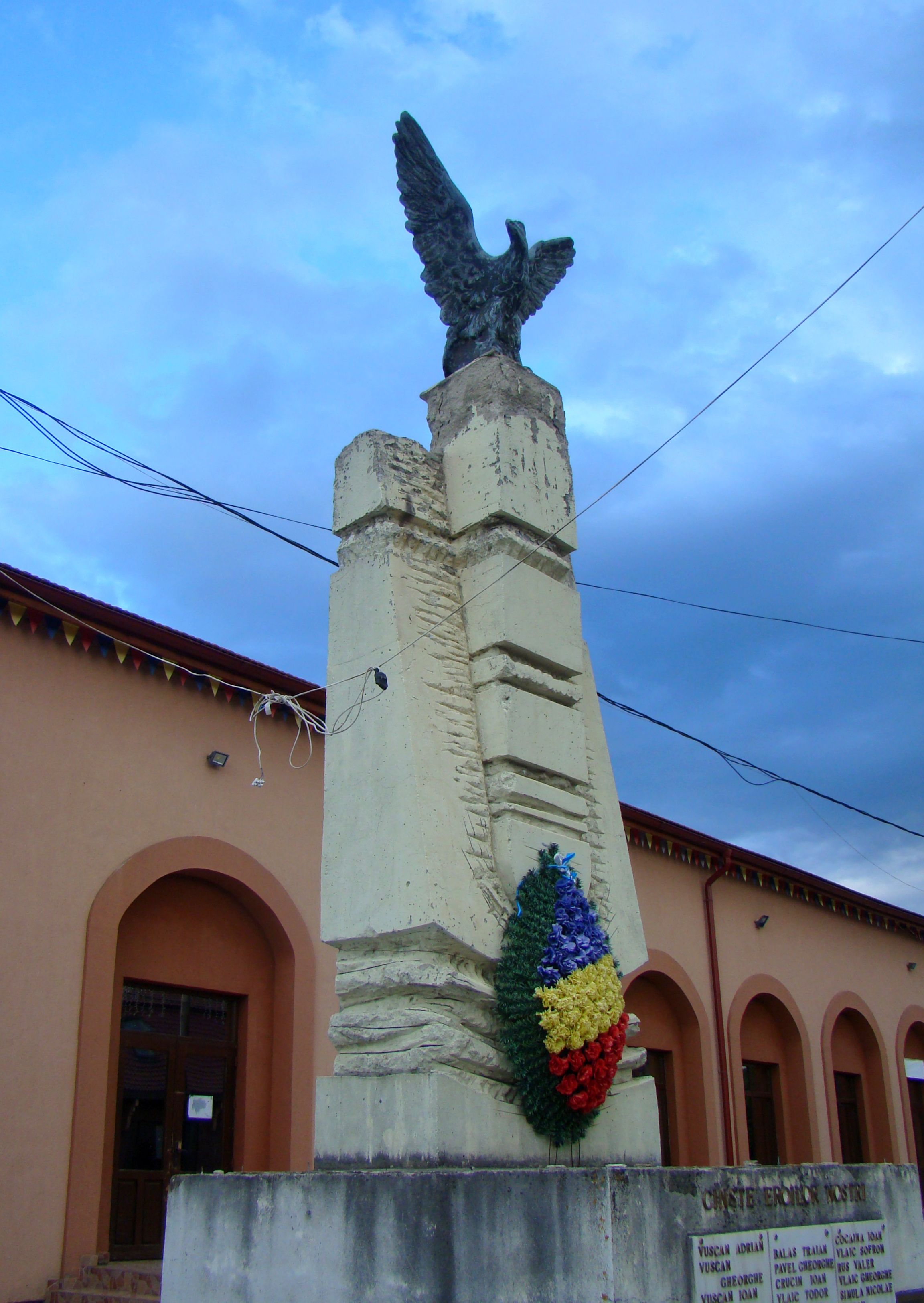
Monumentul eroilor din Călățele
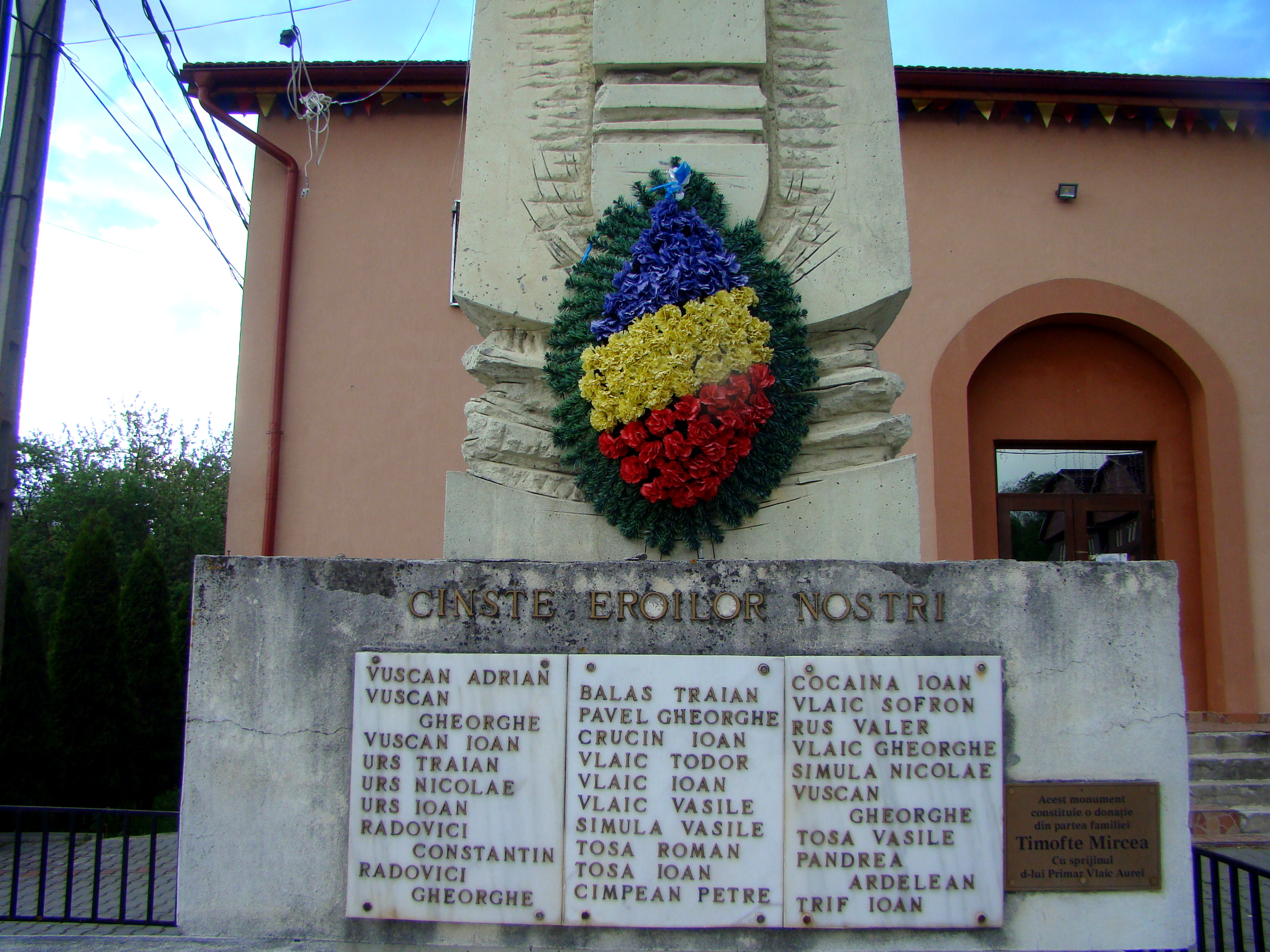
Monumentul eroilor din Călățele
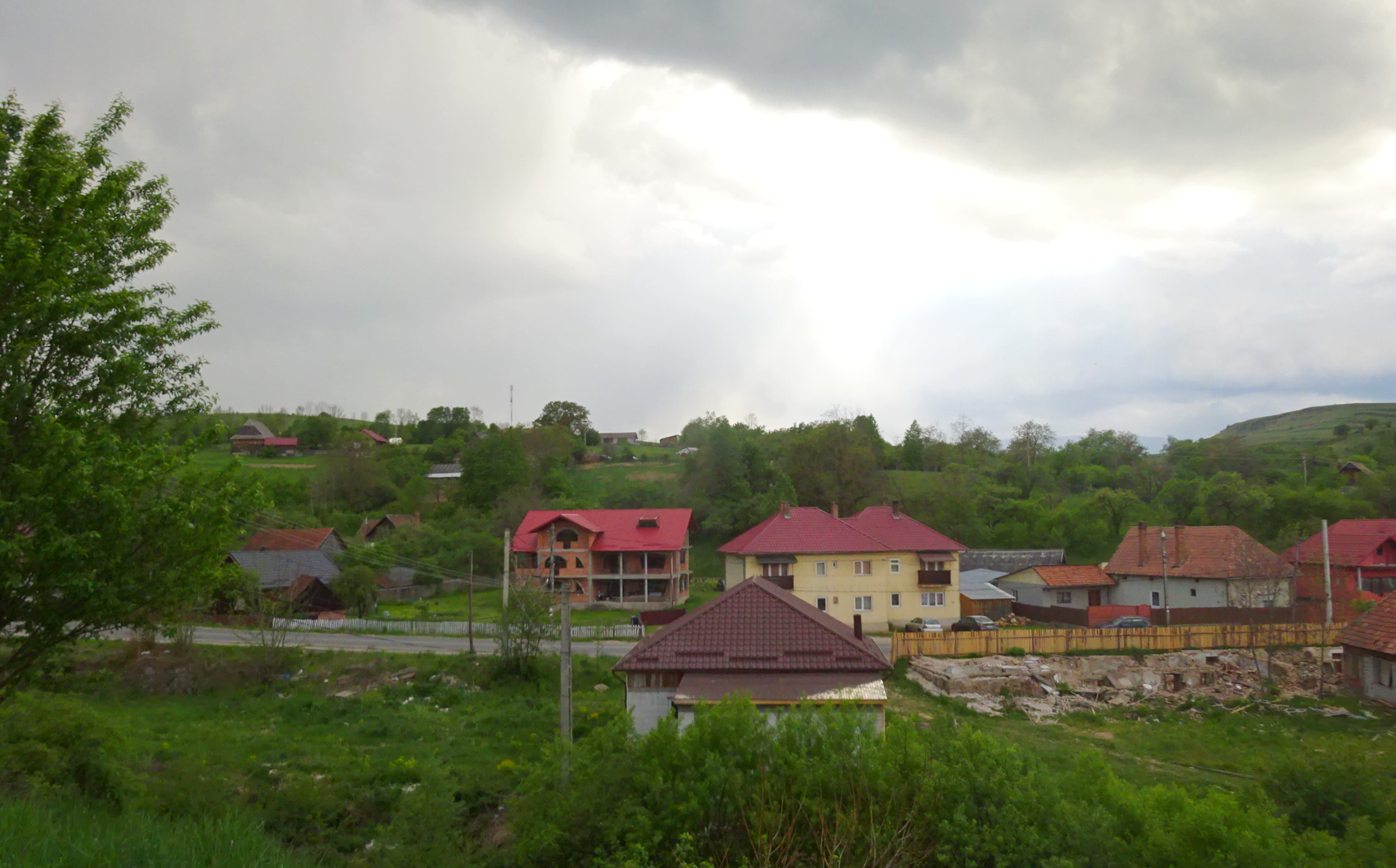
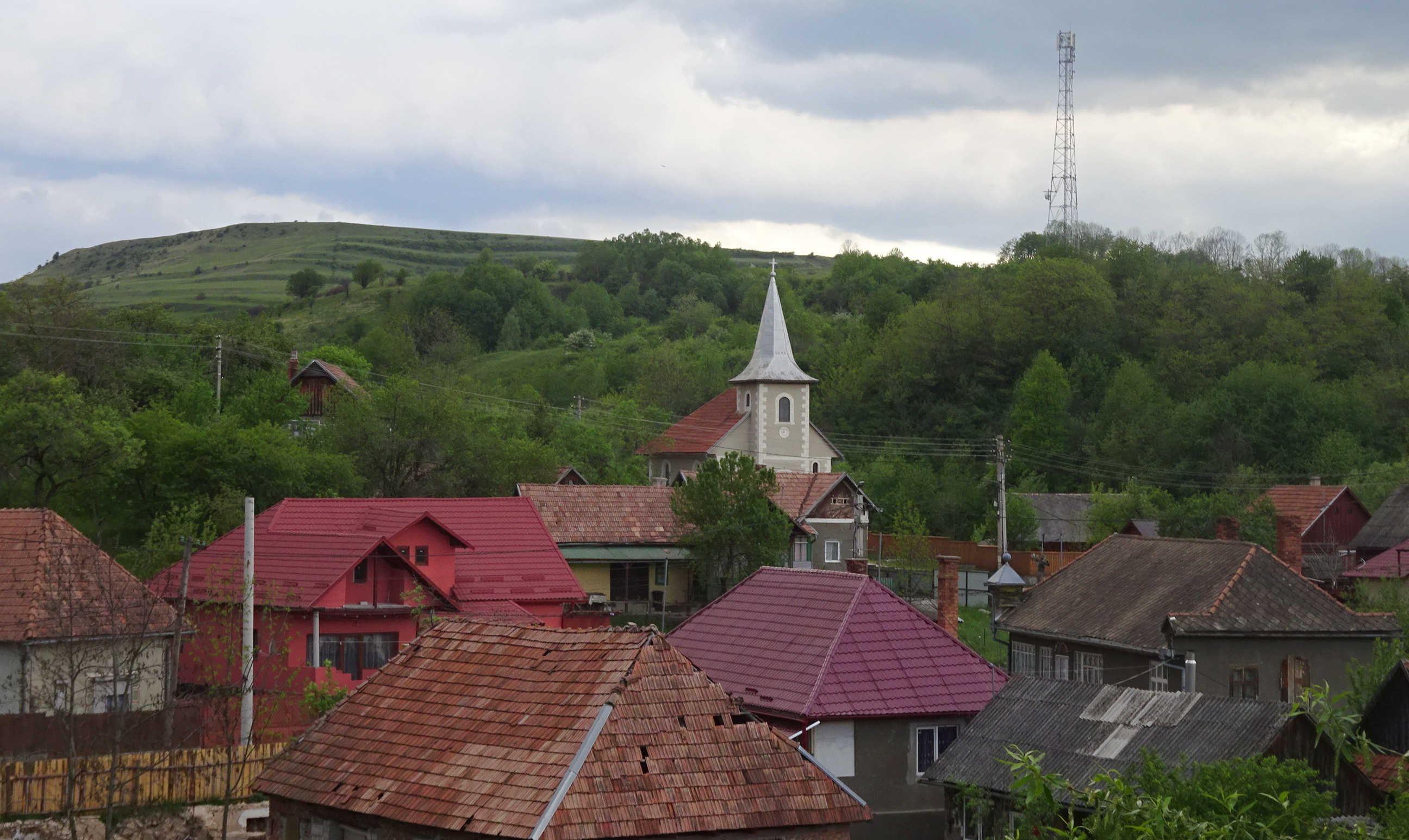
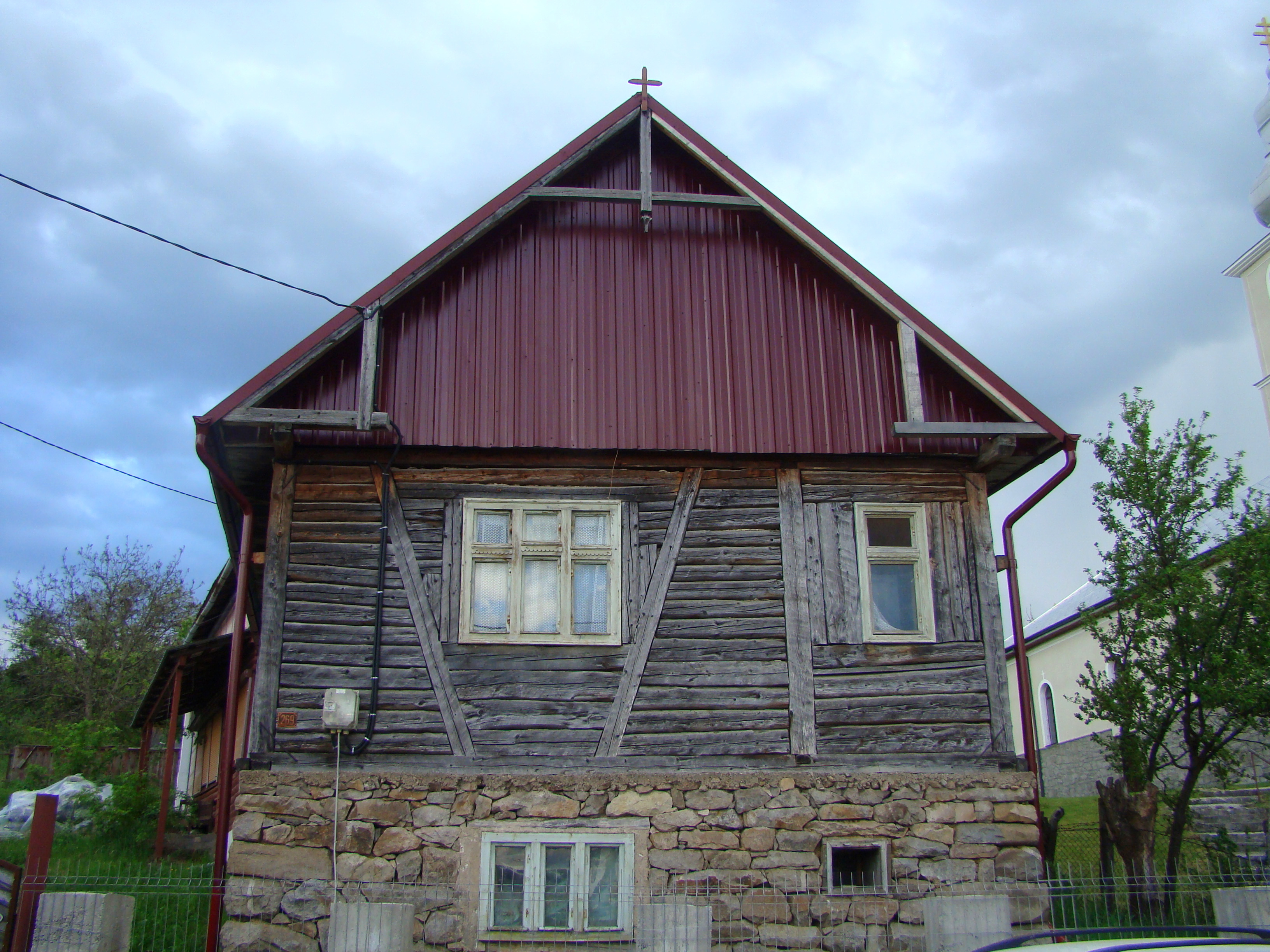
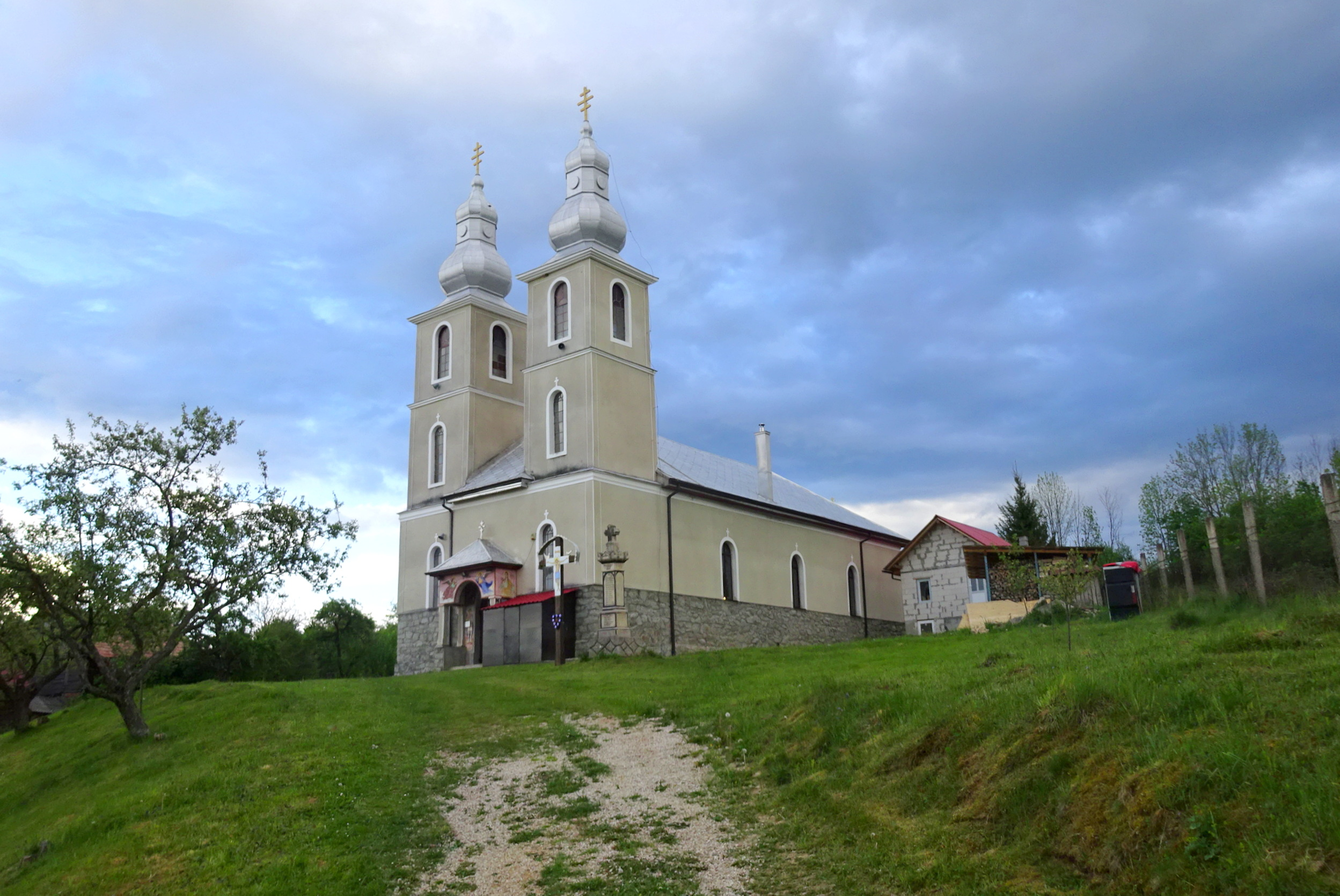
Biserica ortodoxă (1934)
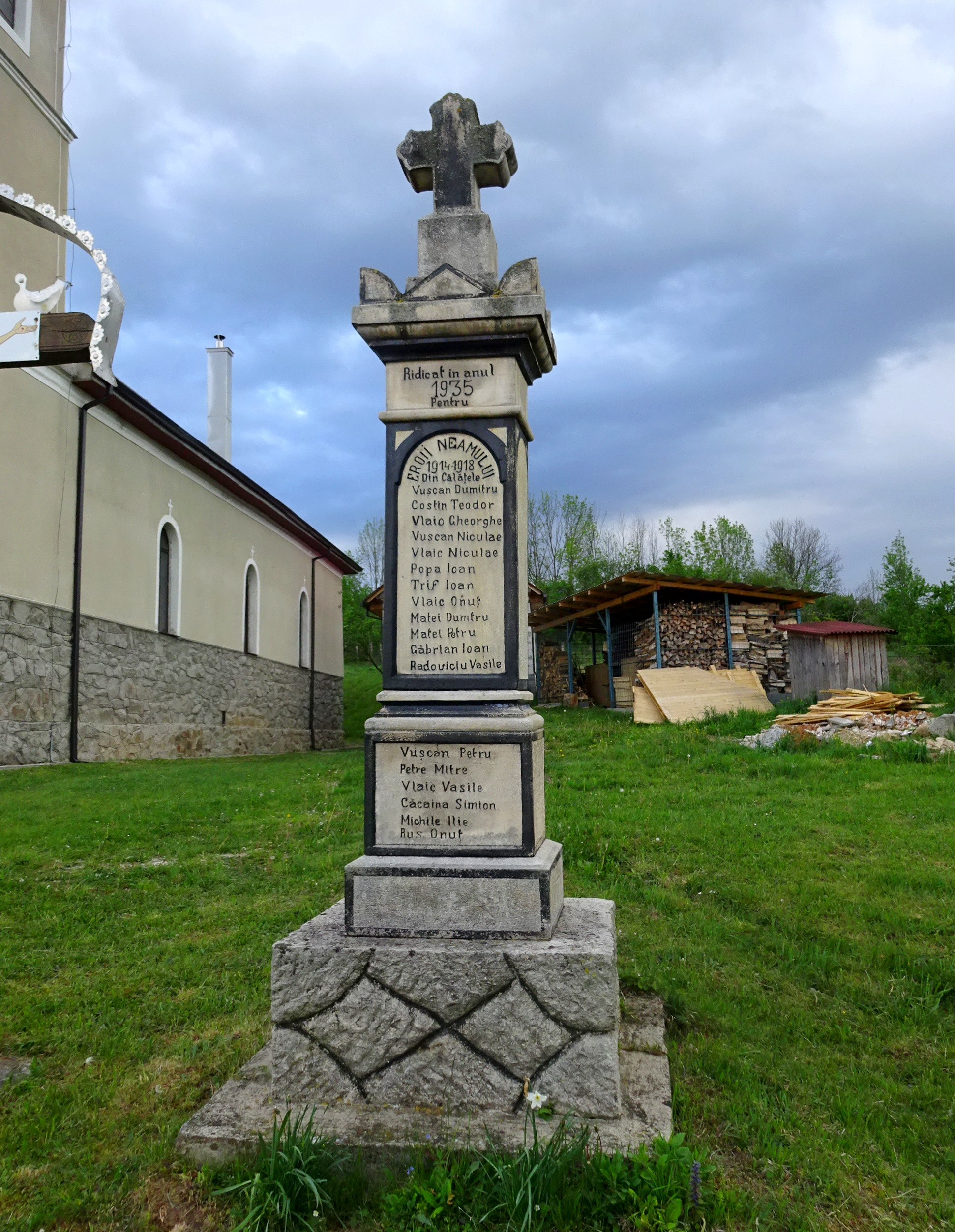
Monumentul eroilor din Primul Război Mondial
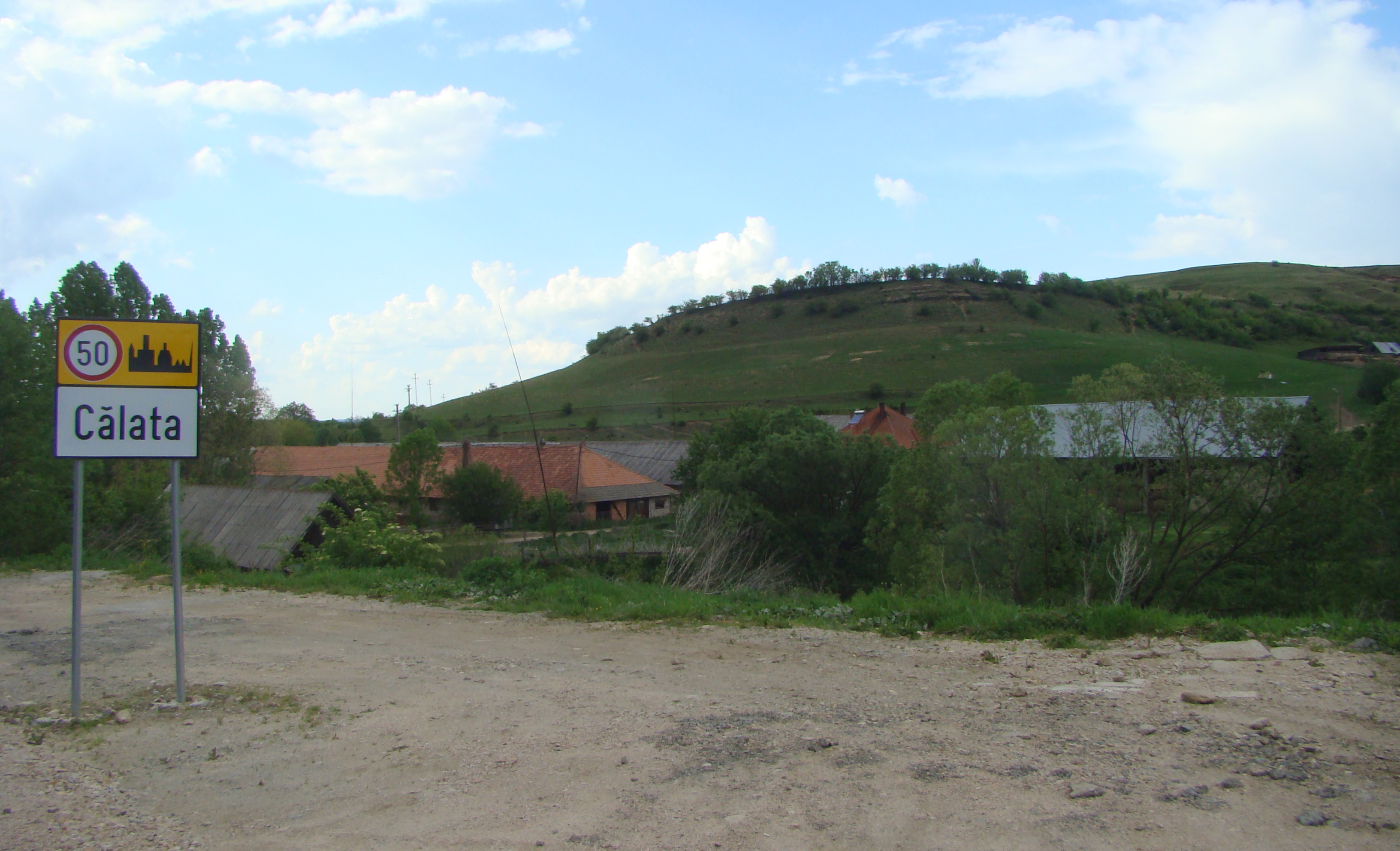
Călata
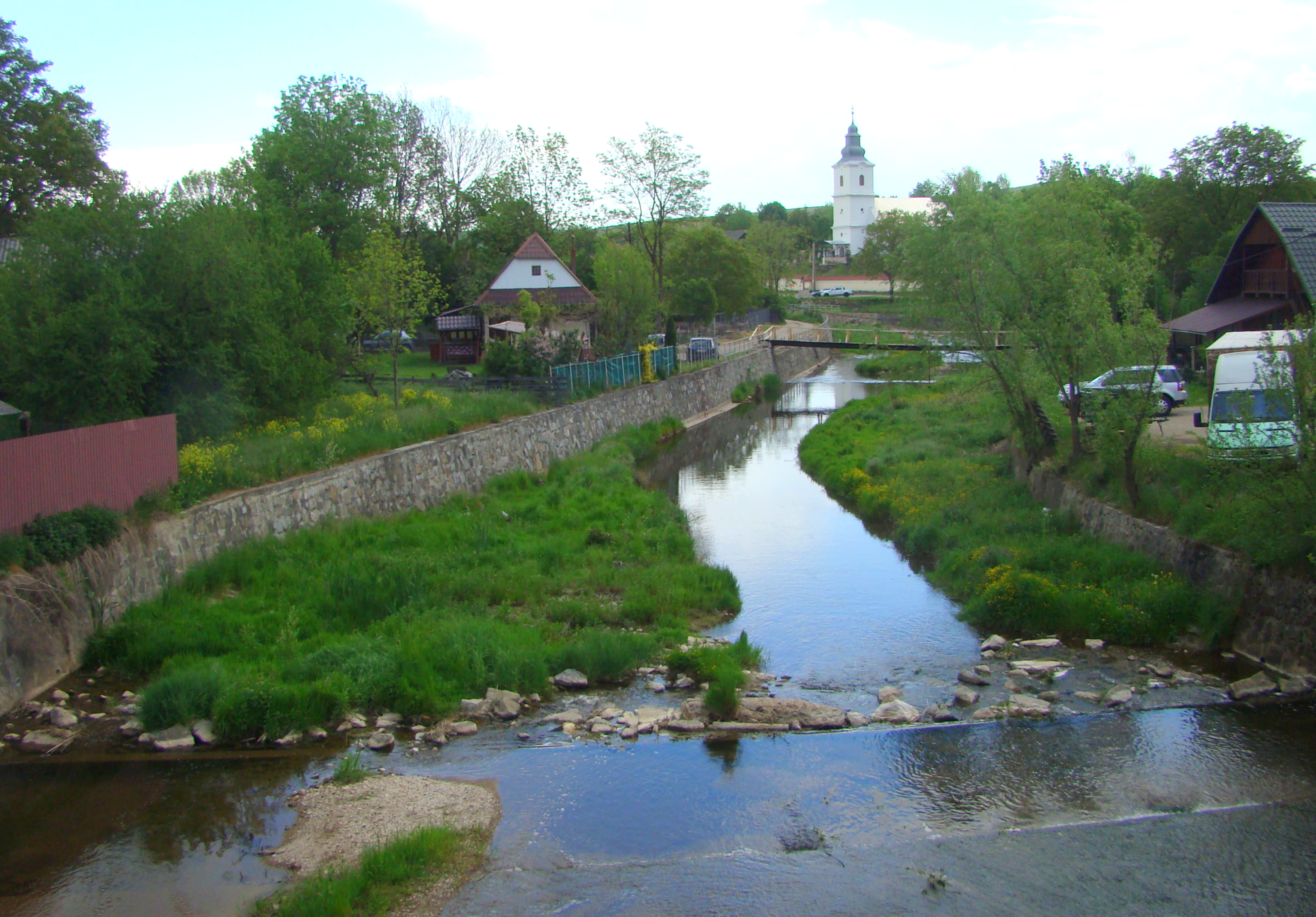
Călata
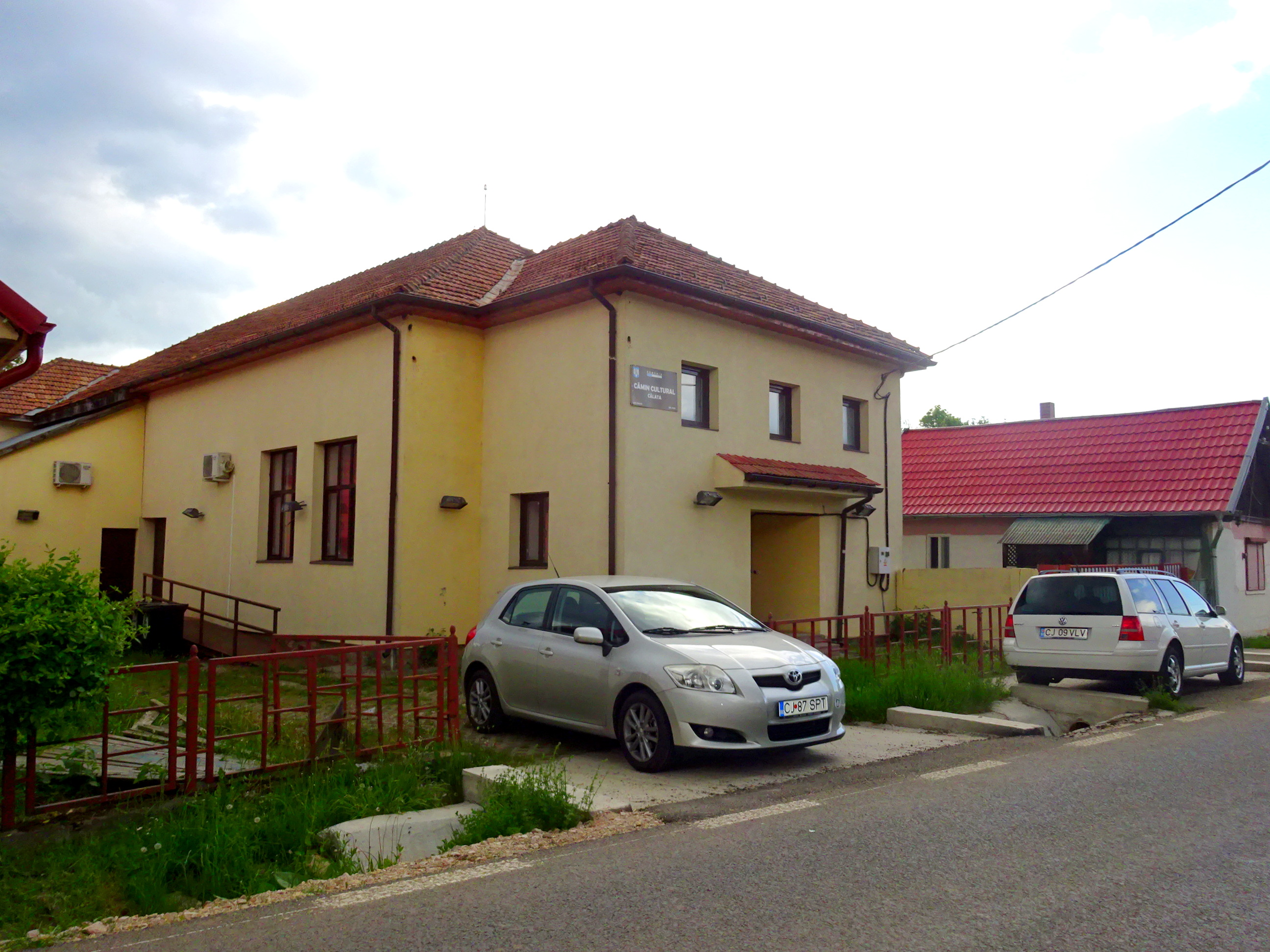
Căminul cultural
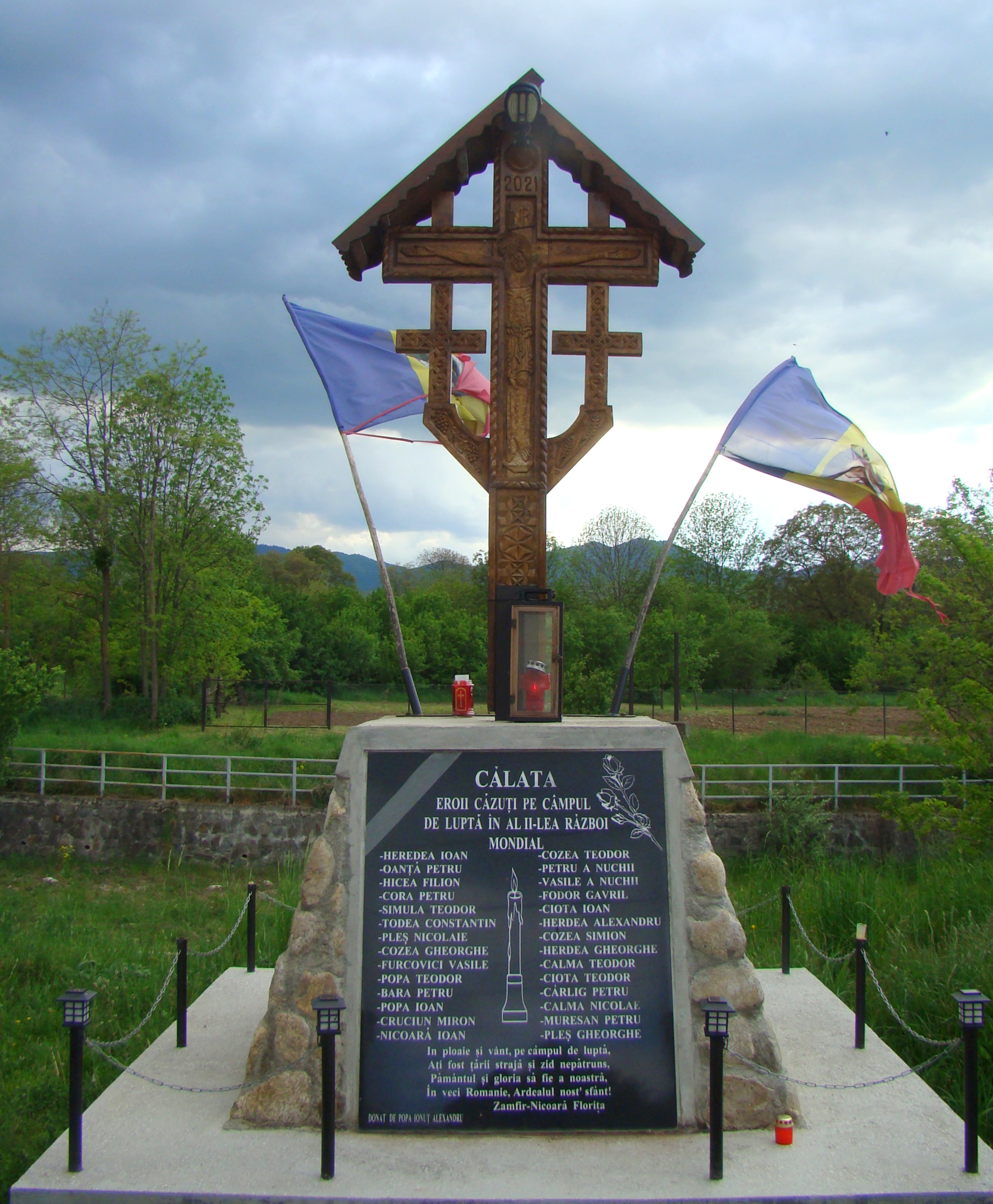
Monumentul eroilor din Călata
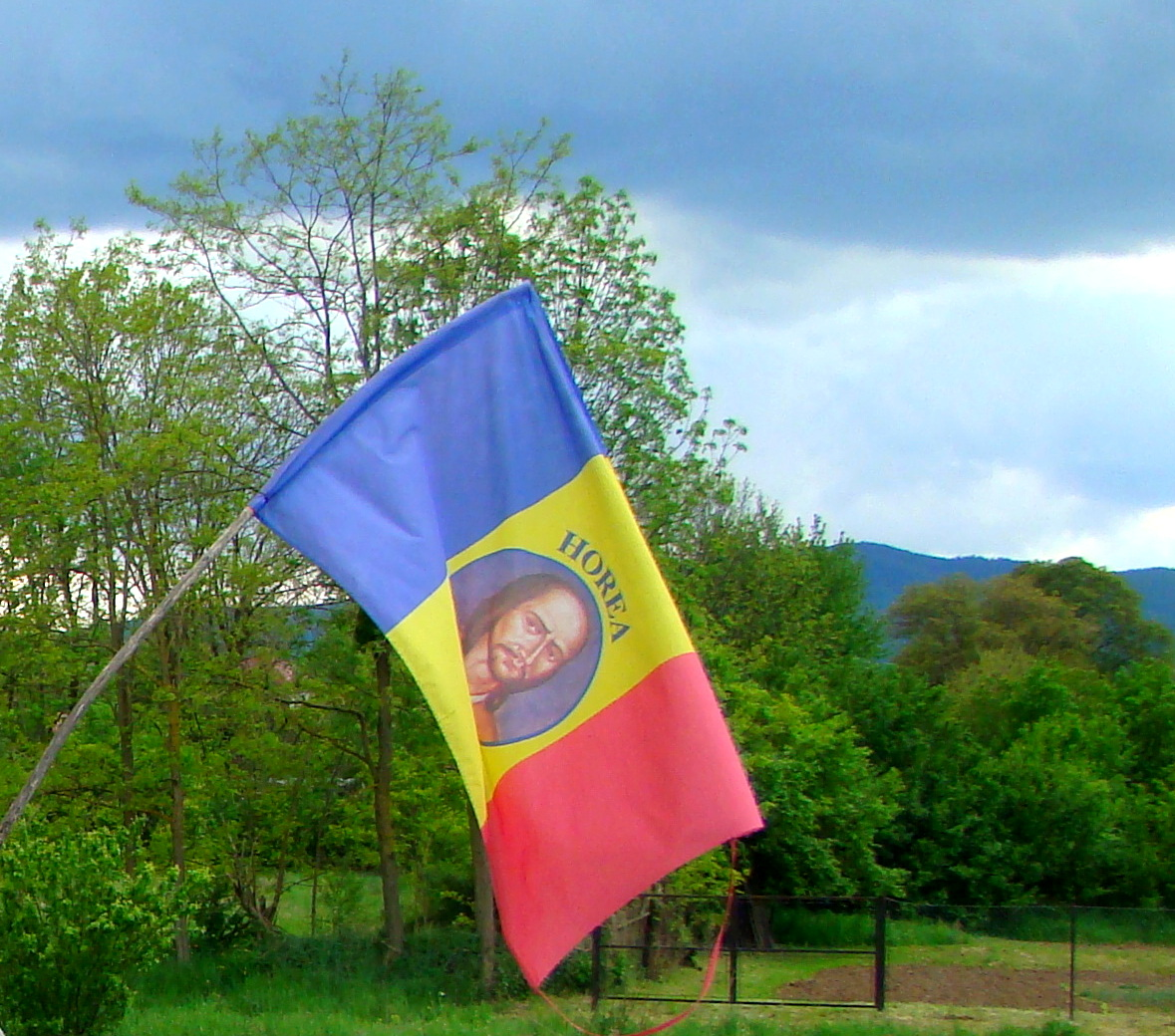
Monumentul eroilor din Călata (detaliu)
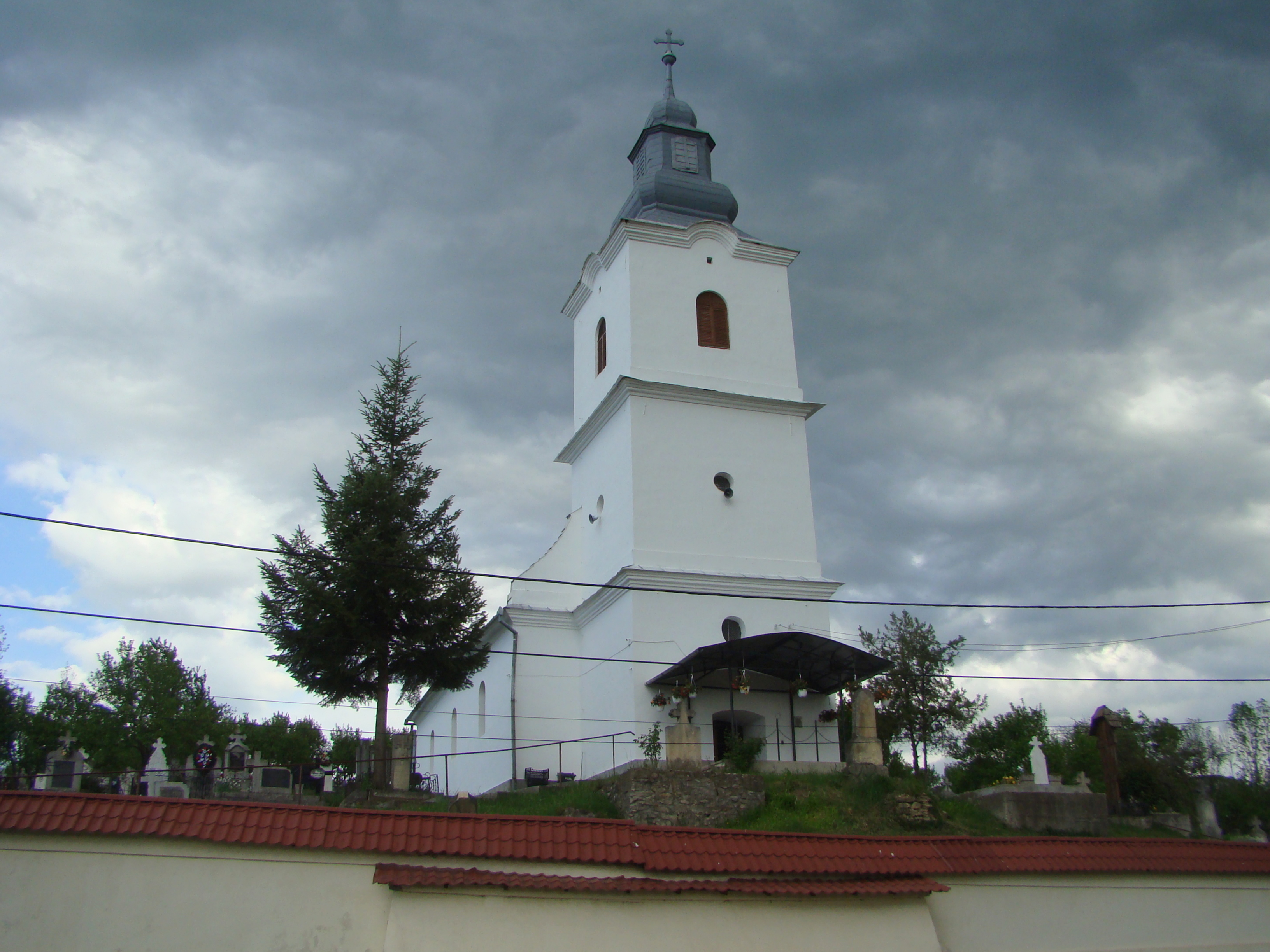
Biserica Sfânta Treime din Călata
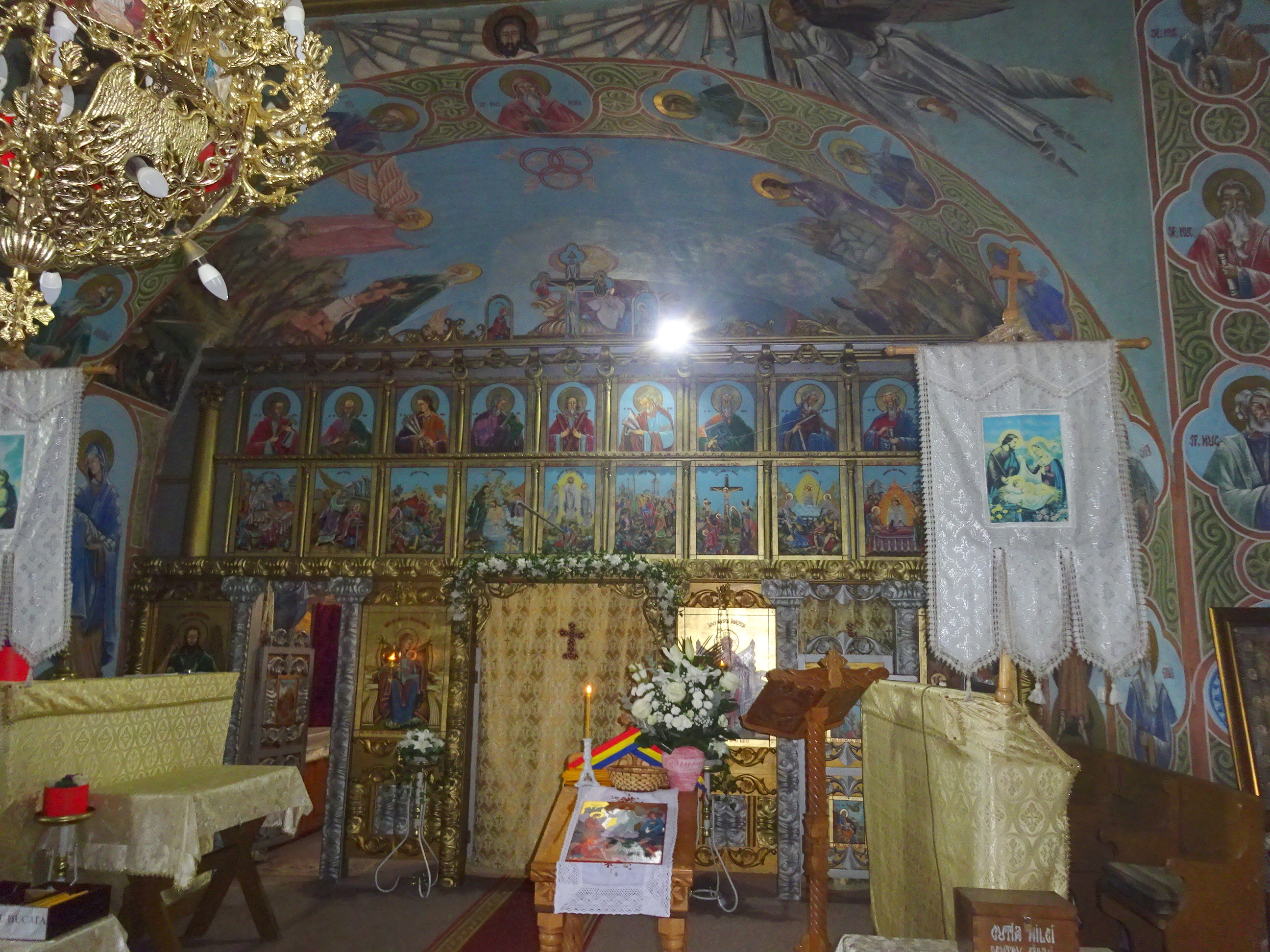
Biserica Sfânta Treime din Călata
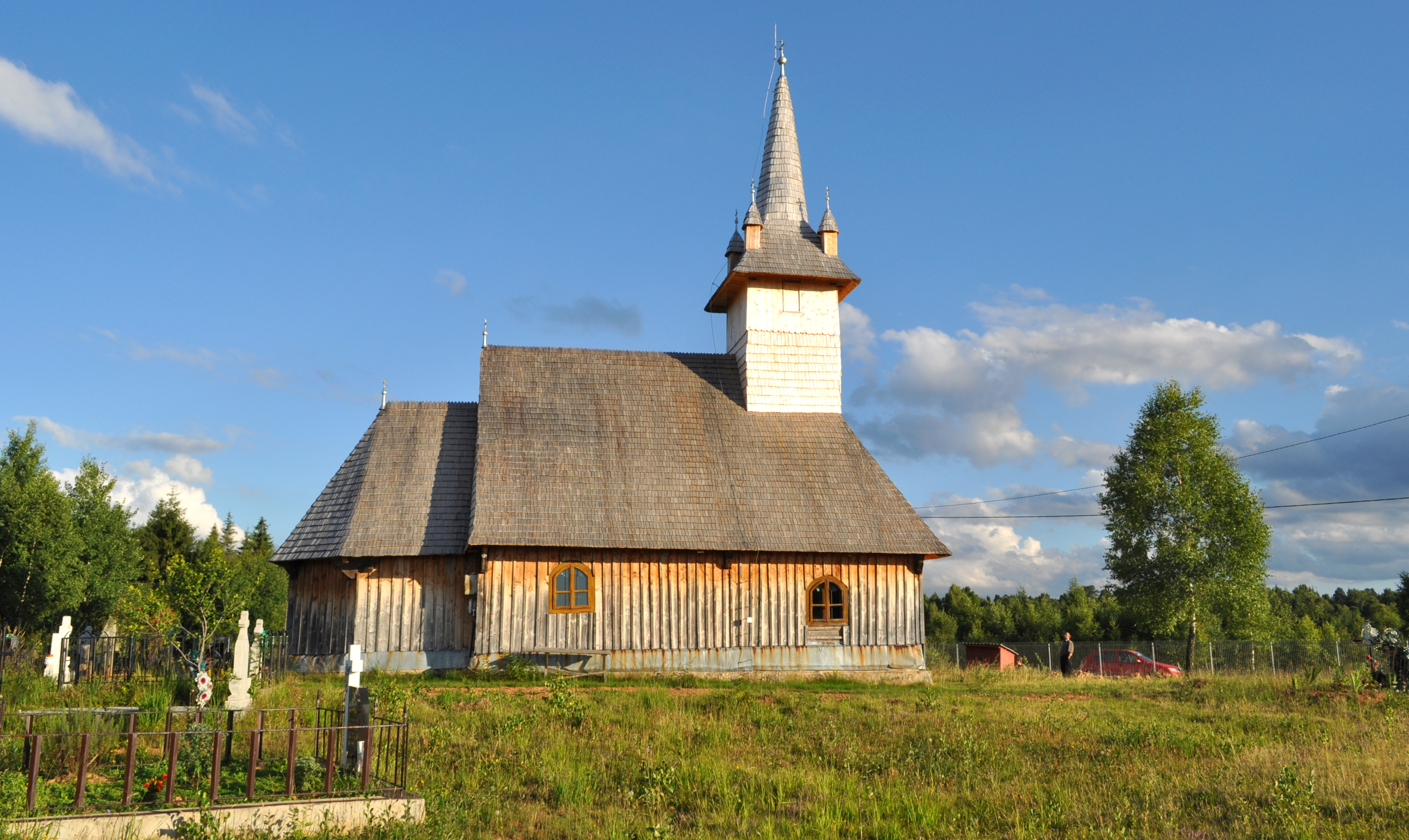
Biserica de lemn, dispărută într-un incendiu, din satul Dealu Negru (fusese adusă din satul Finciu în anul 1935)
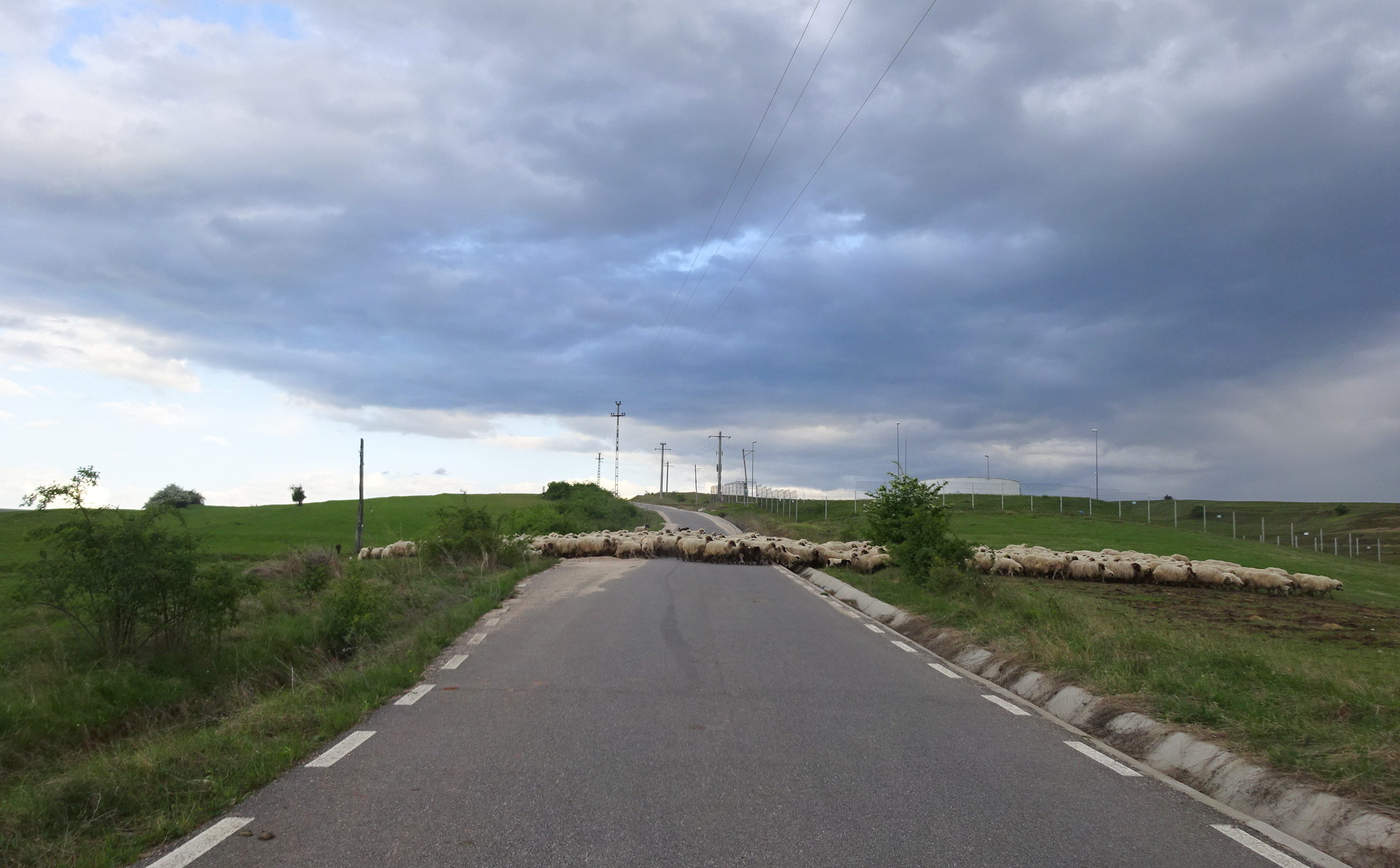
Finciu
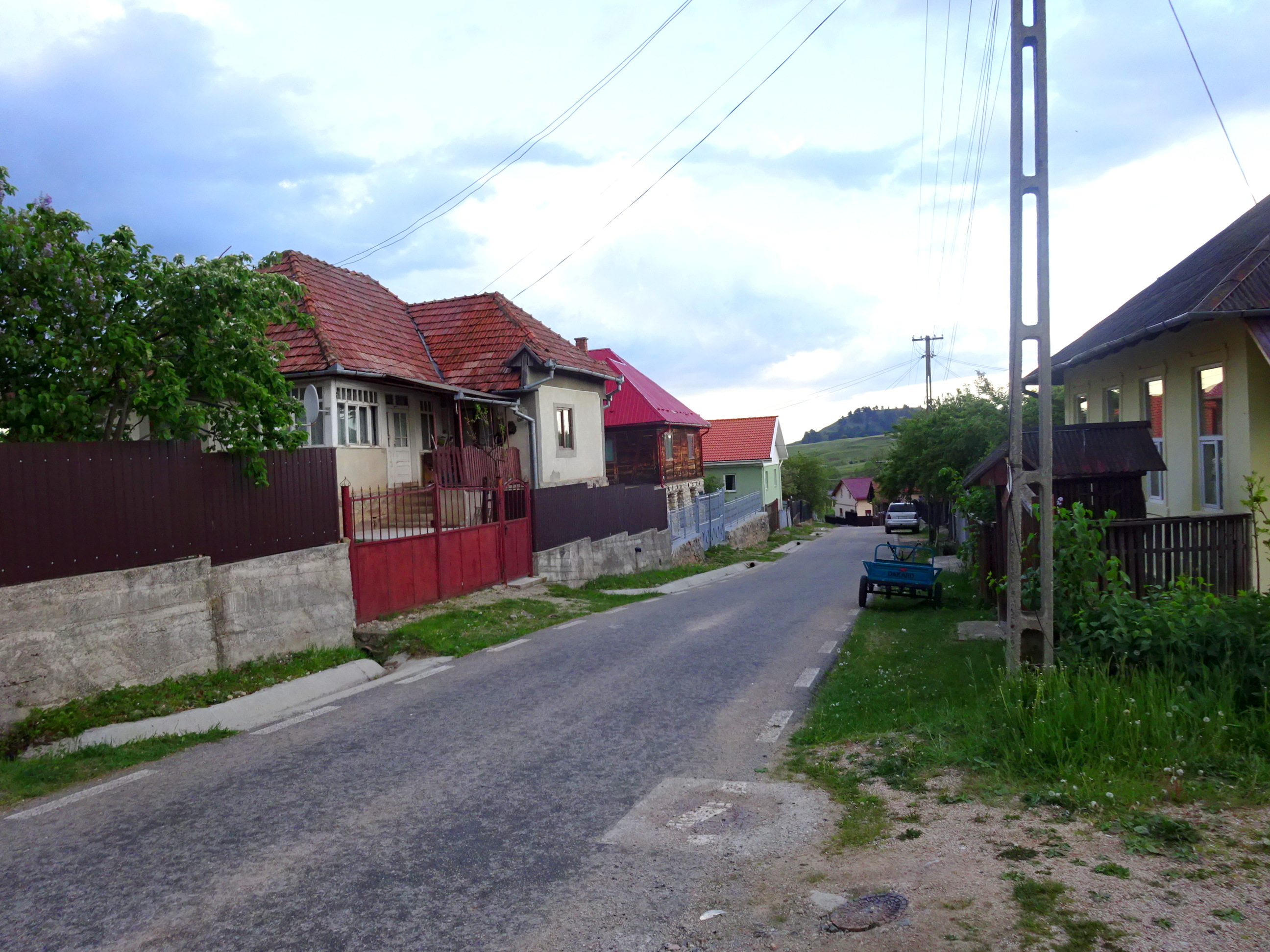
Finciu
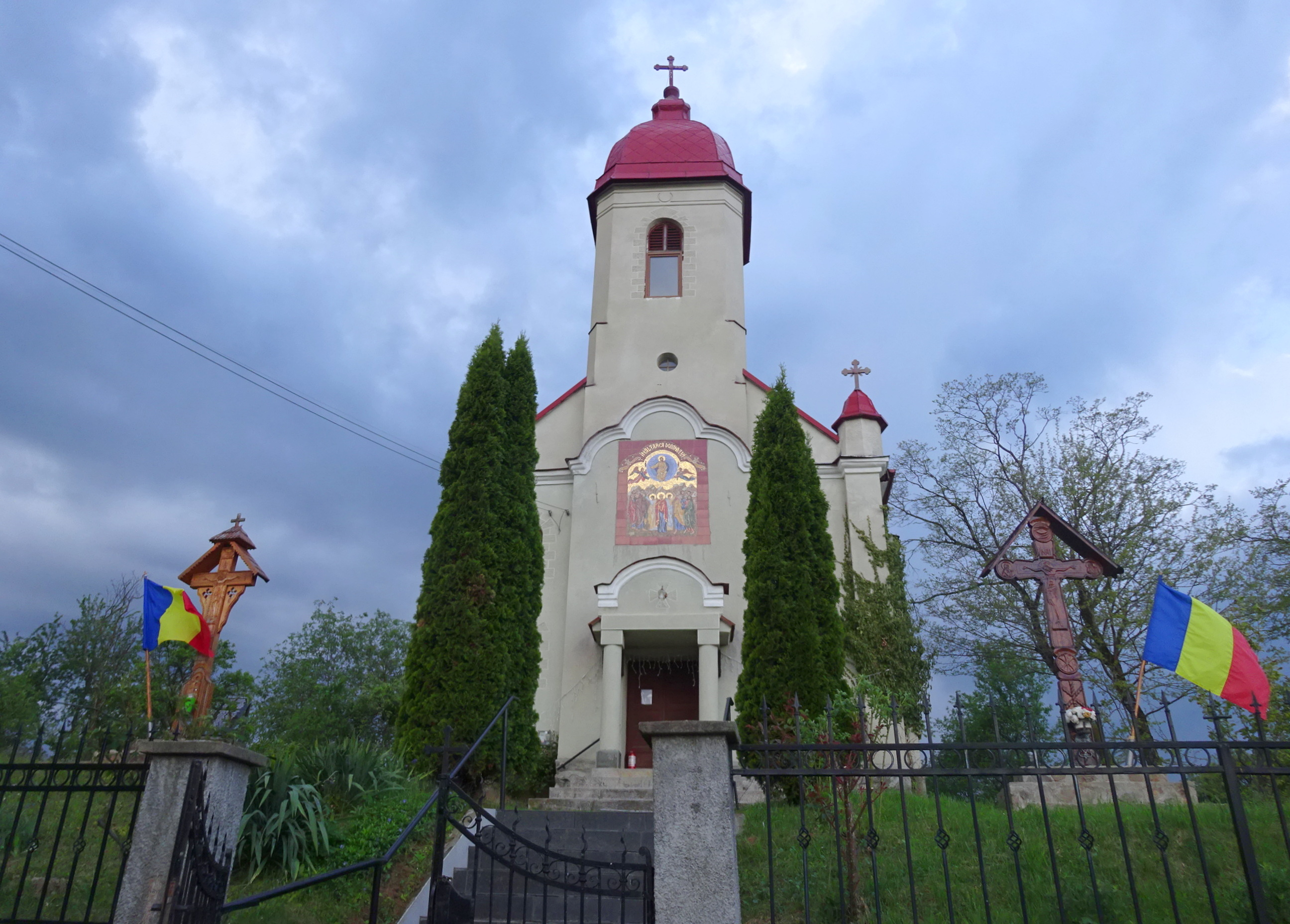
Biserica Înălțarea Domnului din Finciu
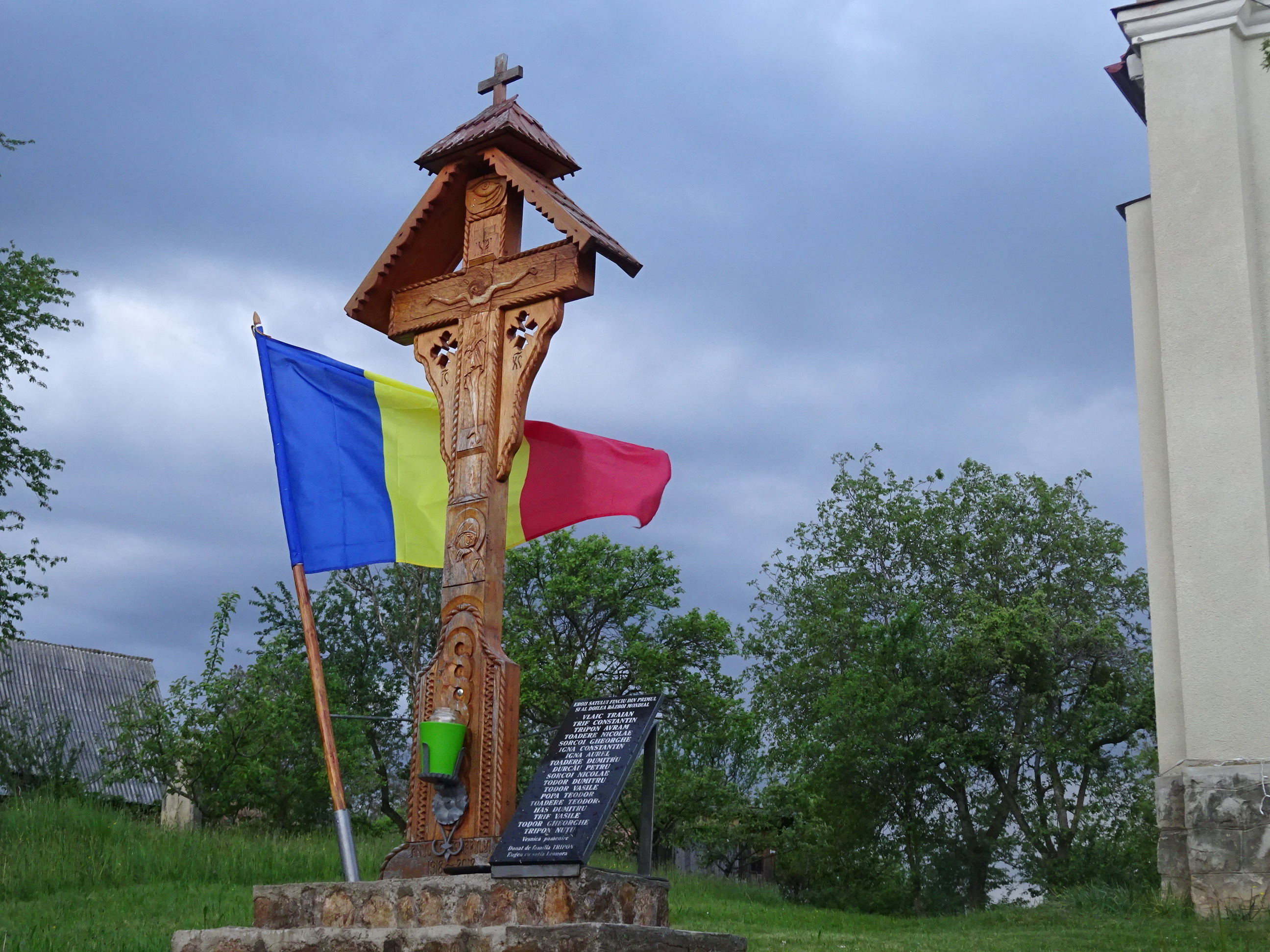
Troița și monumentul eroilor